# Font nova de la plaça Major (la Sénia)
La Font nova de la plaça Major és una obra de la Sénia (Montsià) inclosa a l'Inventari del Patrimoni Arquitectònic de Catalunya. Construïda per commemorar l'arribada de l'aigua potable al poble, fou inaugurada el dia de l'Alzamiento Nacional el 18 de juliol de 1952. A la font hi ha gravats de simbologia franquista, fet pel qual ha estat retirada, i actualment es troba al magatzem municipal. Font dita "nova" per a diferenciar-la d'una més vella situada a la mateixa plaça. Sobre una graonada de pedra vol imitar la forma d'un monòlit. És tota de pedra i formada per tres nivells superposats: el primer un basament quadrat als costats del qual s'hi situen les aixetes-brolladors a la part alta i les piques circulars sobre una base rectangular en el sol; el segon nivell és format per dues pedres de perímetre quadrangular (la primera en forma de collarí de capitell dòric invertit i la segona simulant una ampla escòcia de base àtica), i el tercer nivell és el monòlit amb la base també en forma de collarí i amb relleus i una inscripció en els quatre costats. A la part superior té un fanal per costat. Com a relleus hi ha els escuts d'Espanya, Tarragona i la Sénia.